# José Francisco Olvera Ruiz
José Francisco Olvera Ruiz, né le 15 juin 1956 à Pachuca de Soto, Hidalgo, Mexique. Il est gouverneur de l'État mexicain d'Hidalgo de 2011 à 2016,.